# Zuchttauglichkeitsprüfung
Zuchttauglichkeitsprüfungen (ZTP) und ähnlich bezeichnete Maßnahmen (Zuchtausleseprüfung, Zuchtzulassungsprüfung etc.) sind von Zuchtverbänden in deren Statuten vorgeschriebene Prüfungen, die gewährleisten sollen, dass der Entwicklungs- und Gesundheitszustand sowie die genetischen Veranlagungen die aufgestellten Zuchtziele für die jeweilige Rasse gewährleisten. 
In der Hundezucht ist die Zuchttauglichkeitsprüfung ein wesentliches Element für die Zuchtwertschätzung eines Hundes, wenn hierbei der individuelle Phänotyp eingehend begutachtet wird. Neben der Bewertung des Erscheinungsbildes und des Verhaltens von für die Zucht in Frage kommenden Hunden sind auch Gesundheitsmerkmale von Bedeutung. Für einzelne Erbanlagen kann das Ergebnis einer DNA-Analyse zur Bestimmung des Genotyps die Einschätzung des Zuchtwerts erleichtern.
Die rassespezifische Gestaltung der Zuchtzulassungsprüfung obliegt bei Mitgliedsvereinen des VDH aufgrund der föderalen Struktur des Verbandes den einzelnen Rassehunde-Zuchtvereinen. Die Zuchtverbände erfüllen mit der Durchführung von Zuchttauglichkeitsprüfungen ihre Verpflichtung, den Maßgaben in der allgemeinen Zuchtordnung ihres Dachverbandes Rechnung zu tragen. Da die Erfordernisse rassespezifisch sind, gibt es keine einheitliche Regelung, sondern die Zuchtverbände legen die Vorgaben im Einzelnen in der für ihre Rasse geltenden Zuchtordnung selbst fest. Ein Hundebesitzer, der seinen Hund eventuell als Zuchttier verwenden möchte, wendet sich an den Rassezuchtverein, bei dem sein Hund im Zuchtbuch geführt wird, und richtet sich nach den Vorgaben dieses Vereins bzw. des Vereins, in dem er Mitglied ist.

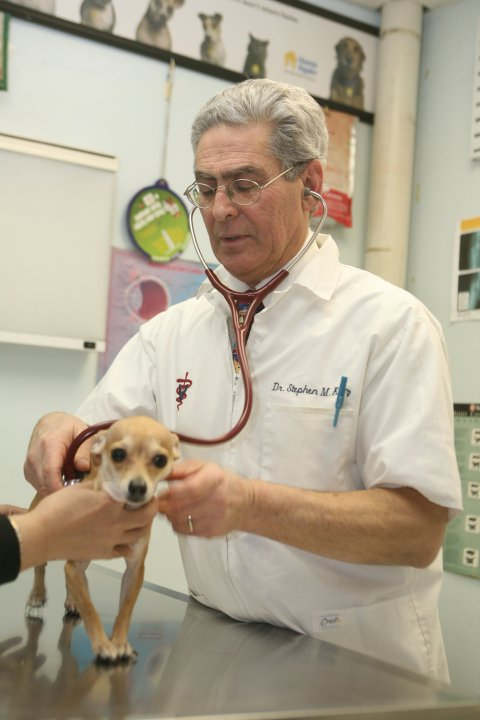
Allgemeinuntersuchung: Abhören von Herz und Lunge mit dem Stethoskop

## Bestandteile und Zweck der ZTP

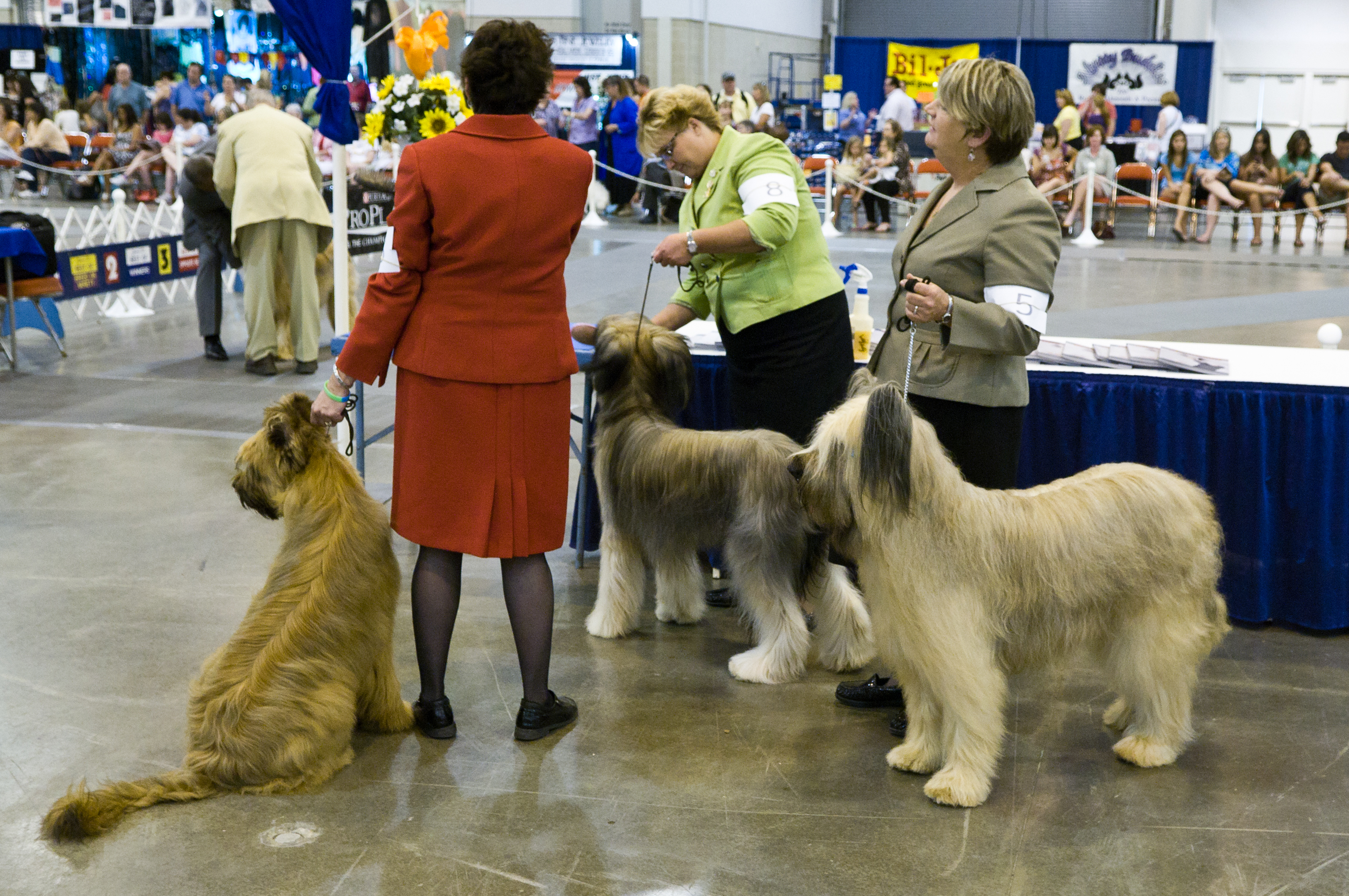
Briards bei einer Zuchtschau

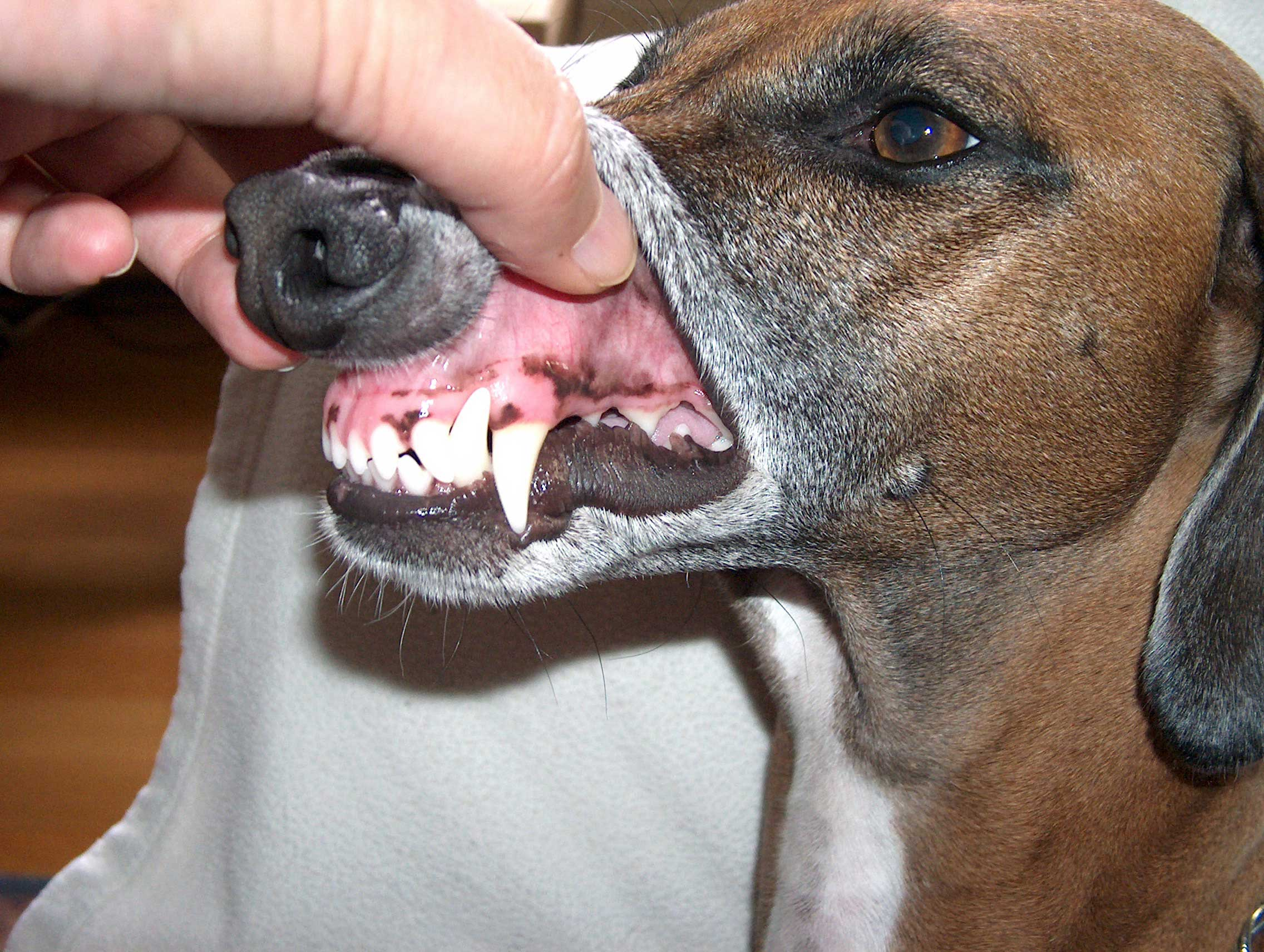
Der Hund soll ein vollzahniges Scherengebiss haben. Die Spitzen der unteren Eckzähne sollen ordnungsgemäß in einer Lücke vor den oberen liegen und die unteren Schneidezähne hinter den oberen.

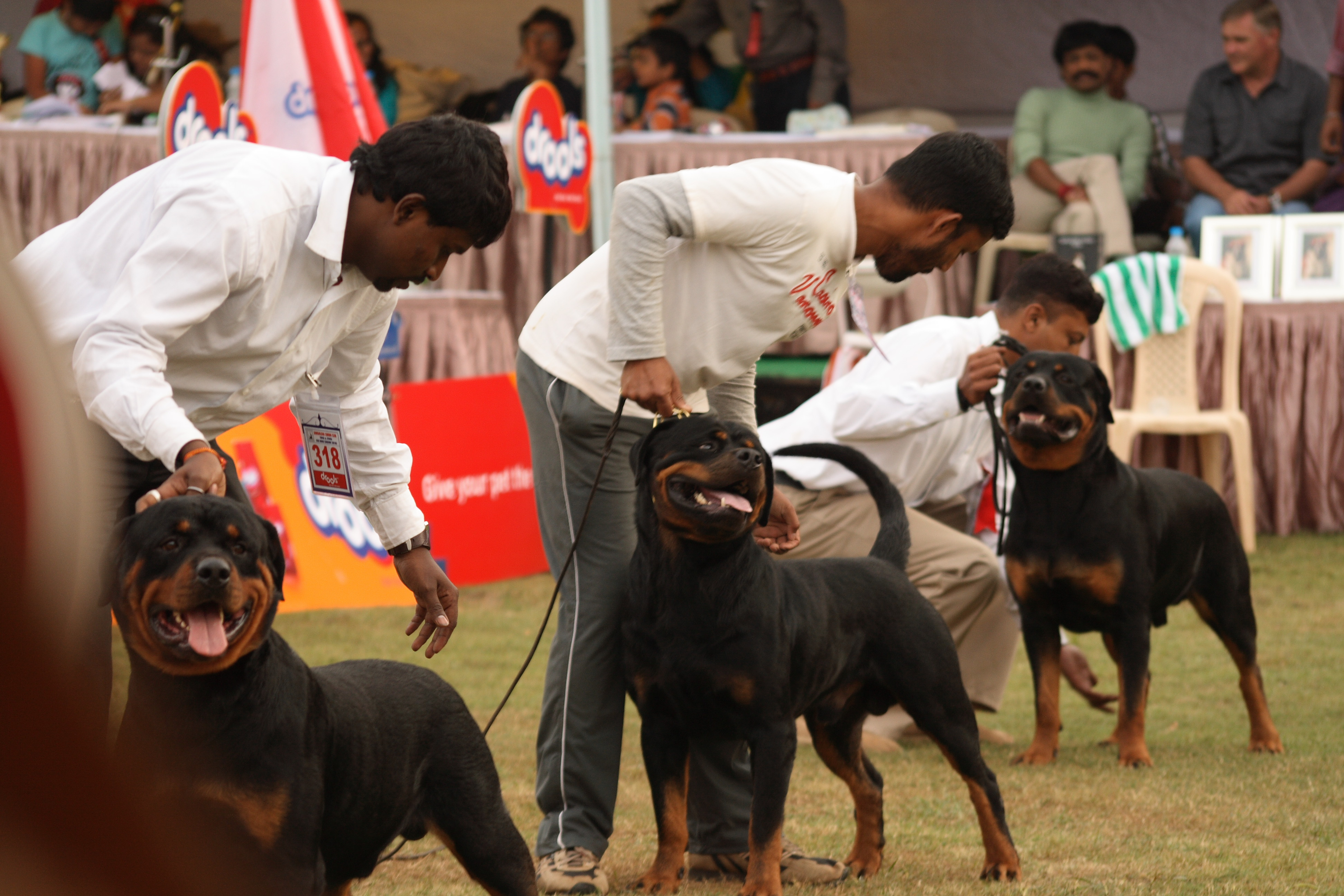
Auch Gebrauchshunde, die bei Arbeitsprüfungen ihre Vitalität unter Beweis stellen, die sich als Diensthunde bewähren müssen, werden ggf. einer ZTP unterzogen.

Die Rassezüchtervereine führen regelmäßig Zuchtzulassungsprüfungen bzw. Zuchttauglichkeitsprüfungen durch, bei denen geprüft wird, welche der vorgestellten Hunde sämtliche Voraussetzungen erfüllen, um für die Rassezucht eingesetzt zu werden (Körung). Für eine Zuchtzulassung durch den Verein müssen je nach Rasse drei oder vier Grundvoraussetzungen erfüllt sein:
- Gesundheitsnachweise: Bei den vom Verein vorgeschriebenen veterinärmedizinischen Untersuchungen geht es um erworbene und erbliche Gesundheitsmerkmale.[8][9] Durch diesen Bestandteil der Zuchttauglichkeitsprüfung wird den § 17 und § 11b des Tierschutzgesetzes und den Vorgaben des Dachverbands Rechnung getragen.[10][11][12][13]

- Formwertnote: Formwertrichter auf Hundeausstellungen bzw. Zuchtschauen[14] begutachten, in welchem Maße der Hund dem Rassestandard entspricht und ob er als idealtypischer Vertreter seiner Rasse gelten kann.[15]

- Die Verhaltensbeurteilung erfolgt mithilfe eines Verhaltenstests oder im Rahmen einer Leistungsprüfung.[16][17][18][19]

- Bei Gebrauchshunden sind auch erfolgreich absolvierte Gebrauchshundprüfungen Voraussetzung für die Zuchtzulassung.[20][21]

In manchen Vereinen wird die ZTP von Zuchtwart und Zuchtrichter allein durchgeführt. Ihnen stehen die Möglichkeiten eines Tierarztes zur Befunderhebung und Diagnose nicht zur Verfügung. In der Regel arbeiten die Zuchtrichter und Zuchtwarte deshalb mit den Tierärzten zusammen.
Manche Vereine verwenden die Begriffe Zuchttauglichkeitsprüfung, Zuchtausleseprüfung und Zuchtzulassungsprüfung synonym. Erst nach bestandener ZTP dürfen Rüden decken und Hündinnen belegt werden. Durch die ZTP wird für eine präventive präzygotische Selektion gesorgt. „Da, wo es sich … eindeutig um eine rassenspezifische Prädisposition handelt, wie etwa bei der HD und PRA oder bei der Patellaluxation vieler Zwerghunde, da kann nur eine rigorose Selektion aus der Sackgasse herausführen“ (Zitat: Hans Räber).
Die Zuchttauglichkeitsprüfung dient der Erreichung der allgemeinen und der rassespezifischen Zuchtziele:

### Rassetypische Nachkommen
Für Rassehunde gibt es Vorgaben der einzelnen Zuchtverbände, welche Formwertnoten Zuchttiere haben müssen. Bei Rüden wird oft eine höhere Formwertnote verlangt, während bei Hündinnen die gesundheitlichen Voraussetzungen für Trächtigkeit und Welpenaufzucht im Vordergrund stehen. Bei Hündinnen muss die Formwertnote je nach Züchterverein mindestens „gut“ oder „sehr gut“ sein, während der Deckrüde meist mindestens „sehr gut“ aber idealerweise „vorzüglich“ sein soll. Diese Formbewertungen bedeuten nicht automatisch, dass der Hund auch medizinisch zuchttauglich ist, sie sind aber für die Zuchtzulassung in jedem Falle erforderlich. Da es nicht generell möglich ist, ausschließlich mit homozygot erbgesunden Hunden zu züchten und gleichzeitig eine ausreichend breite Zuchtbasis zu erhalten, wird im Phasenmodell der neuen Zuchtordnung des VDH eine schrittweise Selektion gegen genetische Defekte im Rahmen von Zuchtprogrammen mit speziellen Zuchtmaßnahmen vorgeschlagen. Helga Eichelberg betont, dass die Prioritäten auf dem allgemeinen Wohlbefinden des Hundes liegen sollten.

### Gesunde Nachkommen

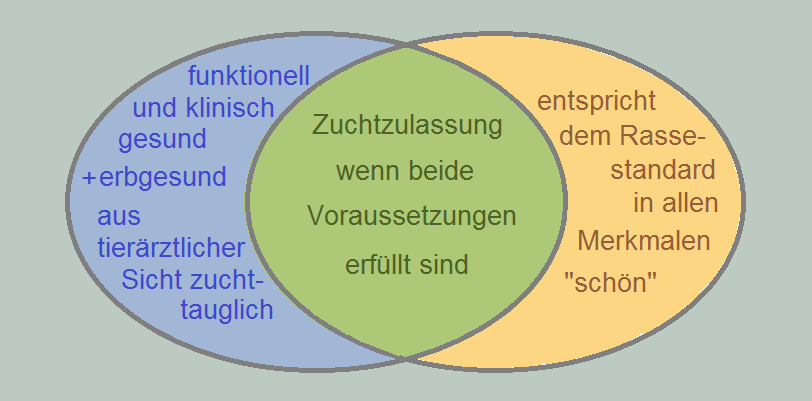
Theoretischer Idealfall eines zuchttauglich geschriebenen Hundes

Die moderne Hundezucht hat zum Ziel, dass alle Hunde sowohl funktionell gesund sind als auch eine rassetypische körperliche Erscheinung und rassetypische Wesensanlagen besitzen und dass sie ein langes gesundes glückliches Leben haben. Die Tierärzte tragen eine besondere Verantwortung bei der Förderung der Auswahl gesunder Hunde für die Zucht. Von den bekannten Erbkrankheiten treten manche bei bestimmten Rassen häufiger auf oder nur bei diesen und bei nah verwandten Rassen. Die Vorgaben der Züchtervereine, welche Untersuchungen bei der jeweiligen Rasse vorgenommen werden müssen, sind daher unterschiedlich. Es gibt auch Züchter, die nicht vorgeschriebene Untersuchungen freiwillig vornehmen lassen. Wenn zuchtausschließende gesundheitliche Mängel vorliegen, kann ein Zuchtverbot ausgesprochen werden. „Es wäre ein überzogener Anspruch an die Tierärzte, jeden Rassestandard zu kennen. Es gibt aber einen Satz in jedem Rassestandard: Jeder Hund, der physische Abnormitäten oder Verhaltensabnormitäten zeigt, wird von der Zucht ausgeschlossen“ (Astrid Indrebø: Animal welfare in dog breeding, Acta Veterinaria Scandinavia, 2008). Es gibt Vereine, in denen die Zuchtrichter hinsichtlich der Genetik geschult werden, um entsprechende Zuchtanlageprüfungen vornehmen zu können.

#### Untersuchungen auf Erbfehler
Um festzustellen, ob Hunde gesunde Erbeigenschaften mitbringen, kommt eine Vielzahl von Untersuchungsmethoden zum Einsatz. Hunde, die zuchtausschließende Fehler haben wie Wesensschwäche, angeborene Taubheit oder Blindheit, Hasenscharte, Spaltrachen, erhebliche Zahnfehler und Kieferanomalien, Progressive Retinaatrophie, Epilepsie, Kryptorchismus, Monorchismus, Albinismus oder Fehlfarben werden beim VDH nicht zur Zucht zugelassen.

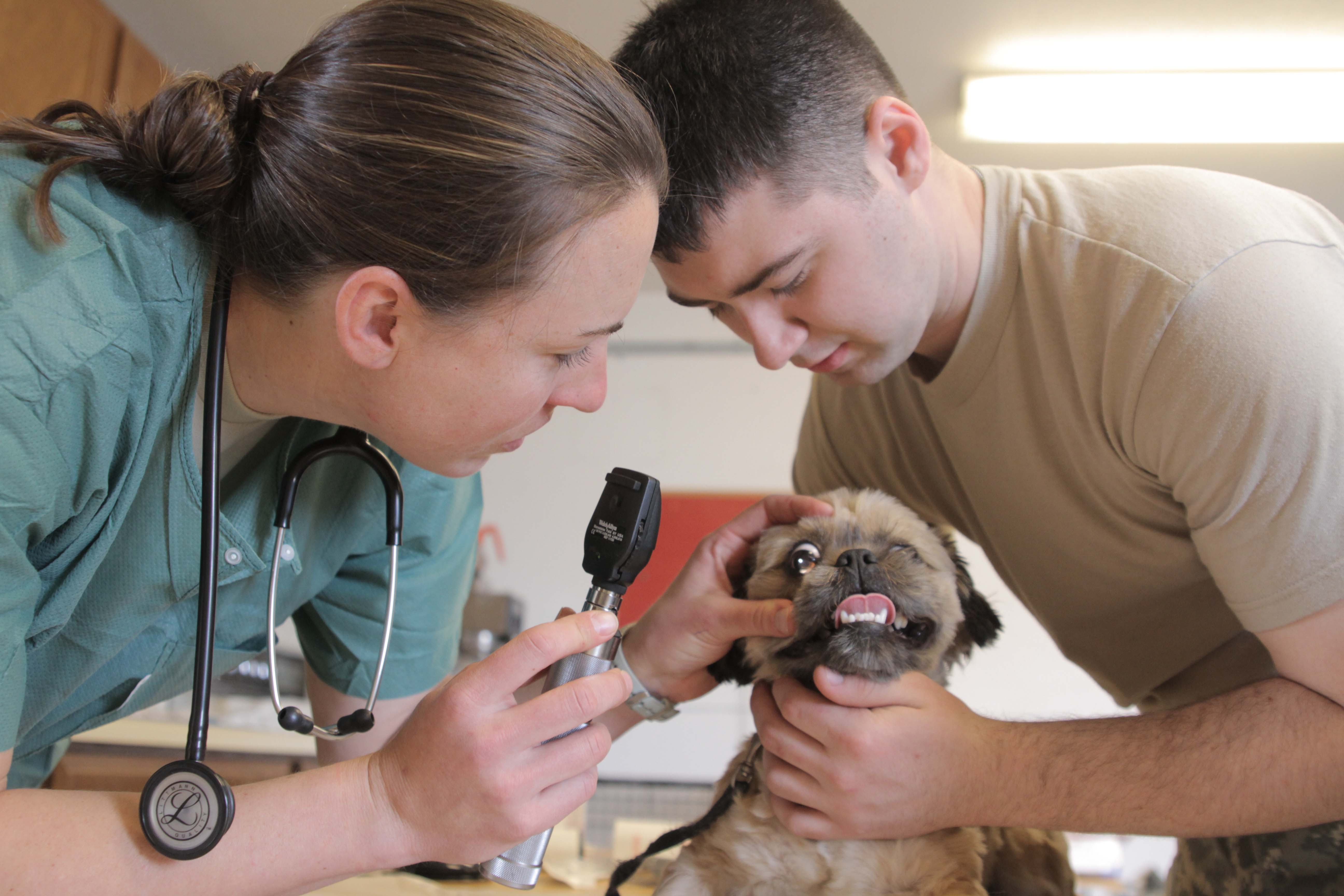
Augenuntersuchung

Zuchtrichter erkennen am Aussehen des Hundes alle sichtbaren Erbfehler, zu denen auch Entropium, Ektropium, erblicher Augenausfluss, fehlende Zähne, Zahnfehlstellungen und Kieferanomalien gehören sowie sonstige sichtbare Missbildungen wie z. B. Brachycephalie. Das Gangwerk des Hundes zeigt seine Fähigkeit zu einer harmonischen Bewegungskoordination und erlaubt Rückschlüsse auf den Zustand der Muskulatur, des Knochensystems und der Gelenke. Der Tierarzt kann durch manuelle Untersuchungen der Kniescheiben eine Patellaluxation ausschließen bzw. den Grad der Beweglichkeit der Kniescheibe feststellen. Bei manchen Rassen, in denen Patella-Luxation vorkommt, dürfen zur Zucht zugelassene Hunde mit Grad 1 oder 2 von einem PL-freien (Grad 0) Partner angepaart werden. Bei anderen Rassen ist die Zucht mit Hunden die Patella-Luxation aufweisen generell verboten.
Bei manchen Rassen muss untersucht werden, ob beim Hund eine Ellenbogendysplasie oder eine Hüftgelenksdysplasie vorliegt. Bei HD sind zur Feststellung des Schweregrads bildgebende Verfahren (Röntgenaufnahme) erforderlich. In manchen Rassen treten erblich bedingte Keilwirbel auf. Bei Hunderassen, in denen einseitige oder beidseitige Taubheit vorkommt (z. B. Dalmatiner), ist eine audiometrische Untersuchung durch einen ausgebildeten Tierarzt vorgeschrieben.
Bei der Welpenuntersuchung festgestellte Erbfehler werden in den Wurfmeldeschein eingetragen. In solchen Fällen kommt in die Ahnentafel ein Vermerk, dass der Hund nicht zur Zucht verwendet werden kann. Somit ist die Welpenuntersuchung der erste Teil der Zuchttauglichkeitsprüfung.
Erbfehler, die dominant vererbt werden, kann der Gutachter am Phänotyp feststellen. Erbfehler, die rezessiv vererbt werden, kann er nur bei Individuen feststellen, die die Erbanlage homozygot haben und somit Merkmalsträger sind.

#### Genetische Untersuchung

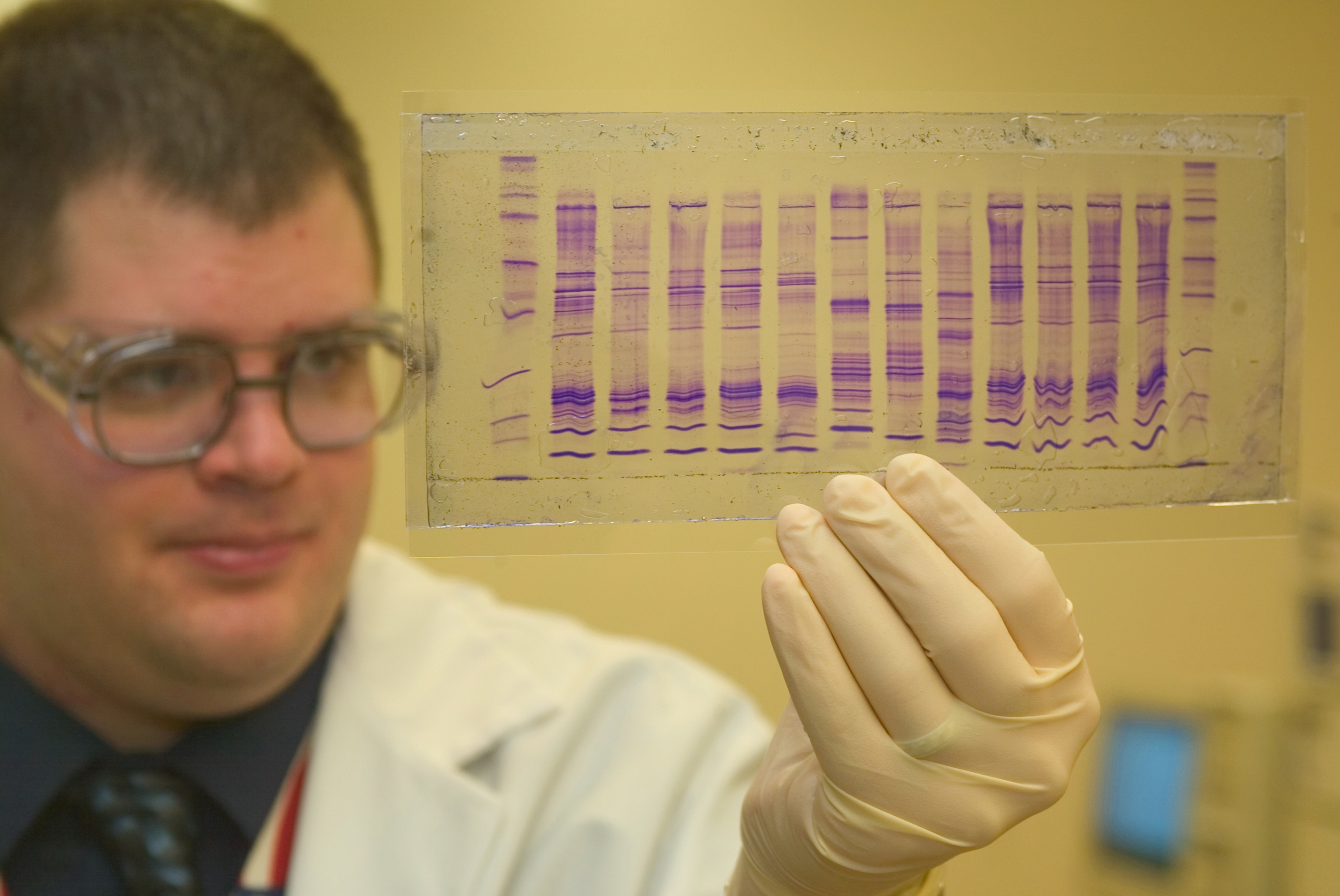
Betrachtung einer Gelplatte zum Vergleich von DNA-Profilen

Mithilfe der Ahnentafel und im bekannten Merkmalen der eingetragenen Hunde kann der Züchter oder der Zuchtwart eine Stammbaumanalyse vornehmen, um zu sehen, ob rezessive unerwünschte Erbanlagen vorhanden sein könnten, die am Phänotyp des Hundes nicht in Erscheinung treten (Anlageträger). Hierzu zählen auch die Fehlfarben. Möglicherweise vorhandene unerwünschte rezessive Anlagen im Genotyp können durch DNA-Analyse sicher festgestellt bzw. ausgeschlossen werden. Die Ergebnisse von DNA-Tests geben Auskunft über das Vorhandensein rezessiver Allele für eine erbliche Erkrankung sowie darüber, ob der Hund Anlageträger ist oder ob er wegen Homozygotie die Krankheit selbst entwickeln wird. Damit Material für die DNA-Analyse in ein molekulargenetisches Untersuchungslabor eingeschickt werden kann, wird dem Hund vom Tierarzt an einer Vene Blut abgenommen. Wenn Zuchtrichter oder Zuchtwart diesen Teil der ZTP selbst durchführen, wird ein Abstrich mit Schleimhautzellen aus den Fang eingeschickt. Je nach Rasse können bestimmte molekulargenetische Untersuchungen als Voraussetzung für die Körung vorgeschrieben sein.

## Weitere Voraussetzungen für eine Verpaarung

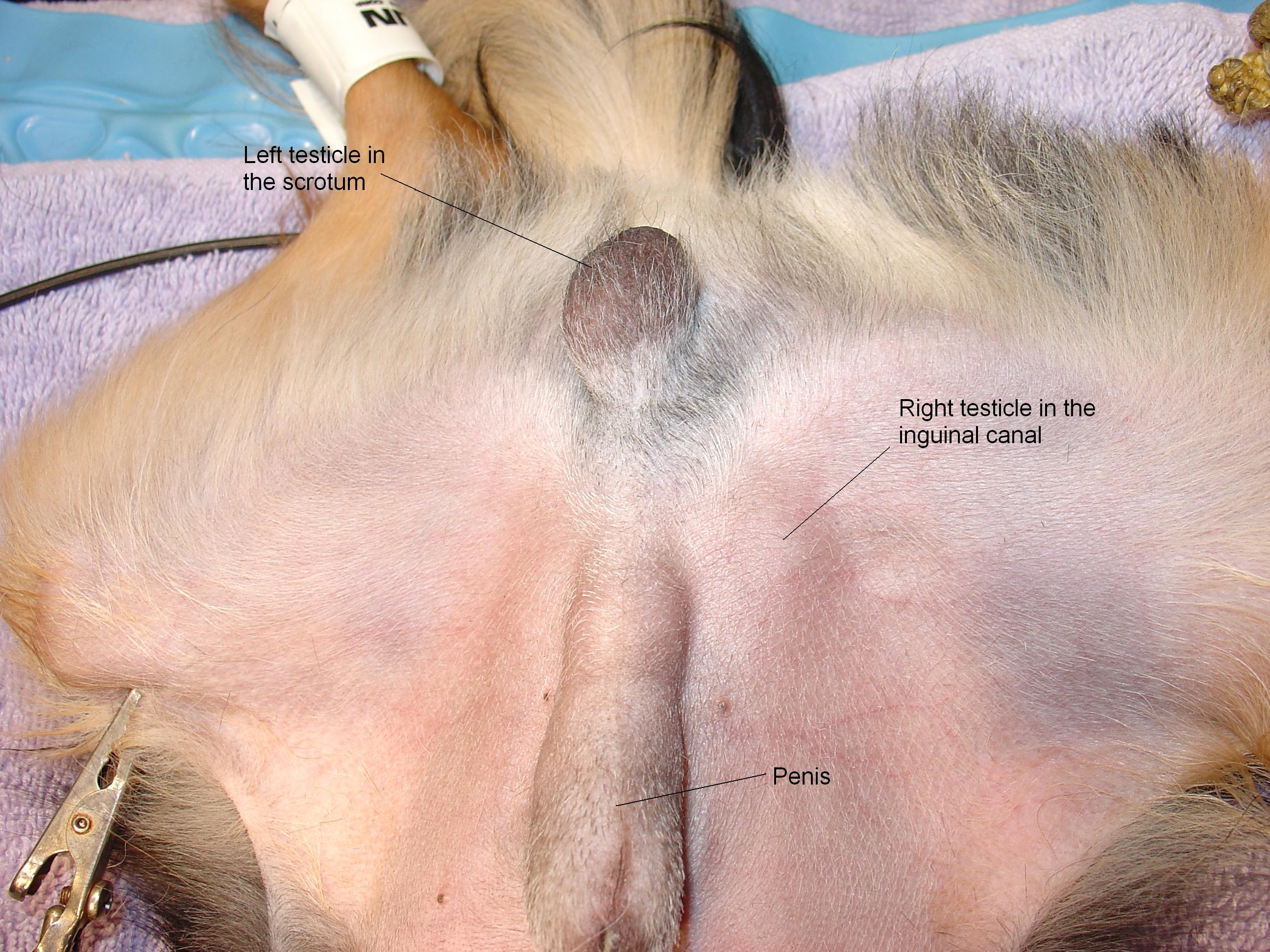
Hodenfehler: Der linke Hoden befindet sich im Hodensack, der rechte im Leistenkanal.

Die Zuchtvereine und -Verbände stellen in ihren Statuten regelmäßig weitere Anforderungen an die Elterntiere auf, die häufig Fragestellungen der medizinischen Tauglichkeit betreffen.

### Altersgrenzen
Die Hündin soll eine für die Aufzucht von Welpen geeignete Kondition besitzen. Sie darf frühestens bei der zweiten Läufigkeit belegt werden. Das vom Verein festgelegte Mindestalter für Deckrüden darf nicht unter einem Jahr liegen.
Es gibt eine Altersgrenze von 8 Jahren, ab der mit einer Hündin nicht mehr gezüchtet werden darf. Hündinnen, bei denen zwei Würfe mit Kaiserschnitt entbunden wurden, gelten nicht mehr als zuchttauglich.
Es sollen keine körperlichen Beeinträchtigungen vorliegen, die einer natürlichen Paarung entgegenstehen würden. Deshalb ist eine künstliche Besamung nur gestattet, wenn beide Hunde bereits natürlich gezeugten Nachwuchs haben. Aber auch ein Hodenfehler, der den Rüden beim Decken nicht beeinträchtigen würde, gehört zu den zuchtausschließenden Fehlern.
Der Tierarzt kann durch einen Vaginalabstrich bzw. Vorhautabstrich in einem Untersuchungslabor Infektionen feststellen bzw. ausschließen lassen z. B. Canines Herpesvirus 1.

### Trächtigkeit

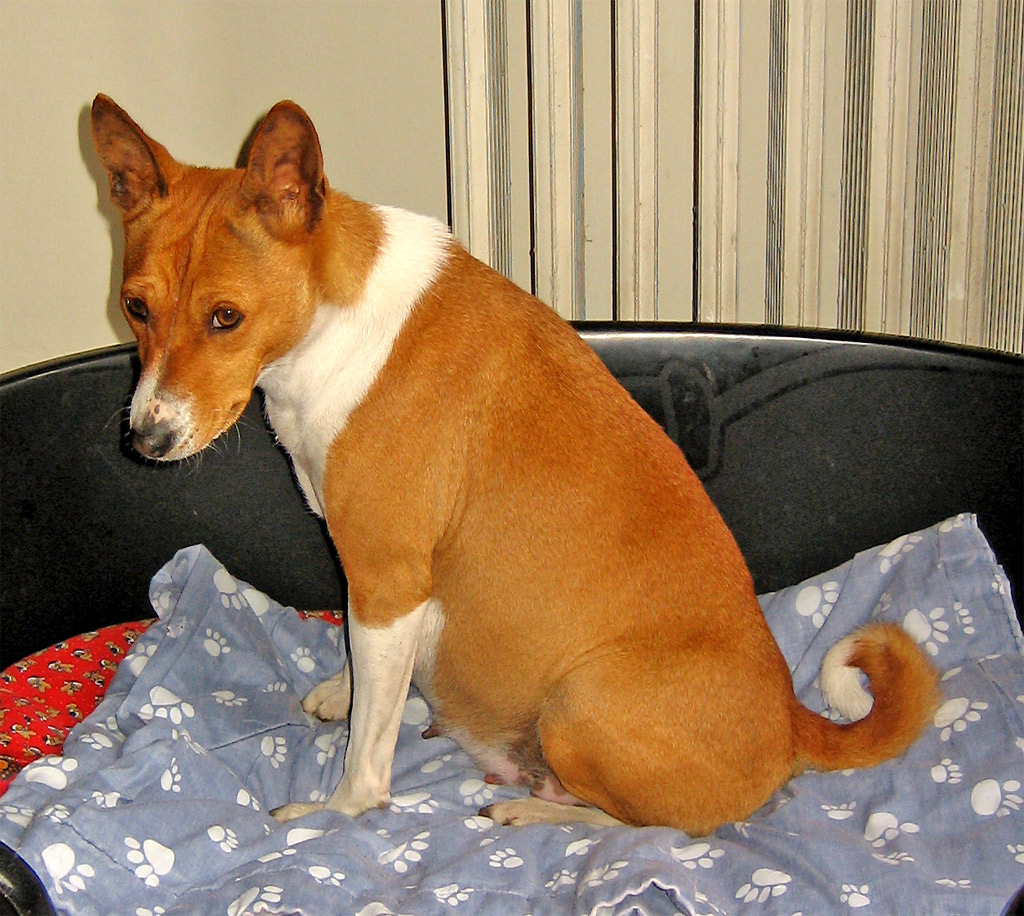
Hochträchtige Basenji-Hündin

Die Trächtigkeit der Hündin ist eine Phase hoher körperlicher Beanspruchung sowohl hinsichtlich der Stoffwechselleistung als auch durch das stark erhöhte Körpergewicht in den letzten Trächtigkeitswochen mit der erhöhten Belastung von Gelenken, Muskulatur und Bindegewebe. Bei veterinärmedizinischen Untersuchungen wird meist auch eine Allgemeinuntersuchung durchgeführt. Auch die Zuchtrichter achten bei der ZTP auf den guten Allgemeinzustand der Hunde. Das Mindestgewicht von Kleinhunden, die zur Zucht verwendet werden, muss laut VDH-Zuchtordnung 2 Kilo betragen.

### Säugen
Die Hündin sollte eine ausreichende Zahl voll entwickelter Zitzen haben. Die zu erwartende Wurfstärke ist bei den Hunderassen unterschiedlich. Das Säugen stellt hohe Anforderungen an die Stoffwechselleistungen Hündin. Der Allgemeinzustand der Hündin bei der ZTP muss dafür sprechen, dass sie dieser Belastung voraussichtlich gewachsen sein wird.

### Größe der Elterntiere
Das Bestehen der Zuchttauglichkeitsprüfung gilt für eine Hündin nur in Bezug auf eine Verpaarung mit einem in Rasse und Körpergröße passenden Rüden. Durch den bei Hunden normalen Geschlechtsdimorphismus sind Rüden meist etwas größer als Hündinnen. Im Rahmen dieses natürlichen Größenunterschieds steht einer Paarung nichts entgegen. Es gibt allerdings Rassen mit erheblichen Größenunterschieden innerhalb der Rasse. Bei einer relativ kleinen Hündin und einem deutlich zu großen Rüden kann es beim Deckakt zu Verletzungen der Vagina kommen. Wird eine Hündin mit einem erheblich größeren Rüden belegt, können die ungeborenen Welpen im Uterus der Hündin so groß werden, dass ein Kaiserschnitt notwendig wird. Bei der Geburt sehr großer Welpen können die Geburtswege der Hündin in Mitleidenschaft gezogen werden, sodass Verletzungen und als Folge Infektionen entstehen. Bei Zwergrassen wird oft vorsichtshalber ein Deckrüde gewählt, der kleiner ist als die Hündin.

## Nicht erfassbare Merkmale

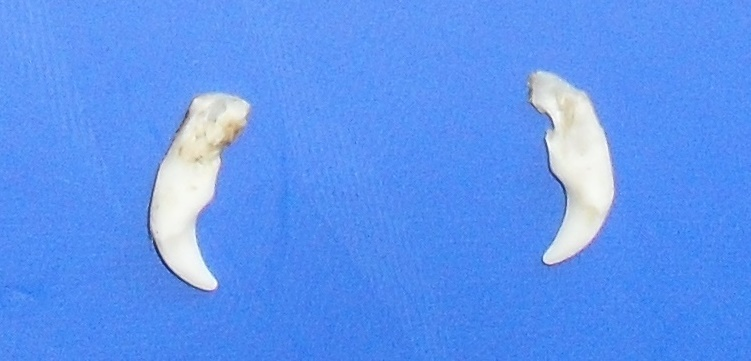
Persistierende Milcheckzähne nach der Extraktion mit sechs Monaten

Erblich bedingte persistierende Milchzähne, die schon Monate vor der Vorstellung eines Hundes auf einer Zuchtschau vom Tierarzt gezogen wurden, können bei einer Zuchttauglichkeitsprüfung nicht mehr festgestellt werden, denn die Hunde müssen bei der Zuchttauglichkeitsprüfung je nach Rasse mindestens ein Jahr alt oder noch älter sein. Eine Prädisposition für die spätere Entwicklung einer Endokardiose kann bei der Zuchttauglichkeitsprüfung eines ein bis zwei Jahre alten Hundes eventuell noch nicht sicher festgestellt werden. Speziell beim Cavalier King Charles Spaniel gibt es Erbkrankheiten, die sich oft erst im mittleren Lebensalter manifestieren. Deshalb sind neben der ZTP am Individuum auch eine Stammbaumanalyse und Gesundheitsdatenbanken unentbehrliche Mittel zur Bestimmung des Zuchtwerts eines Hundes.

## Bewertung der Zuchttauglichkeit bei Anlageträgern

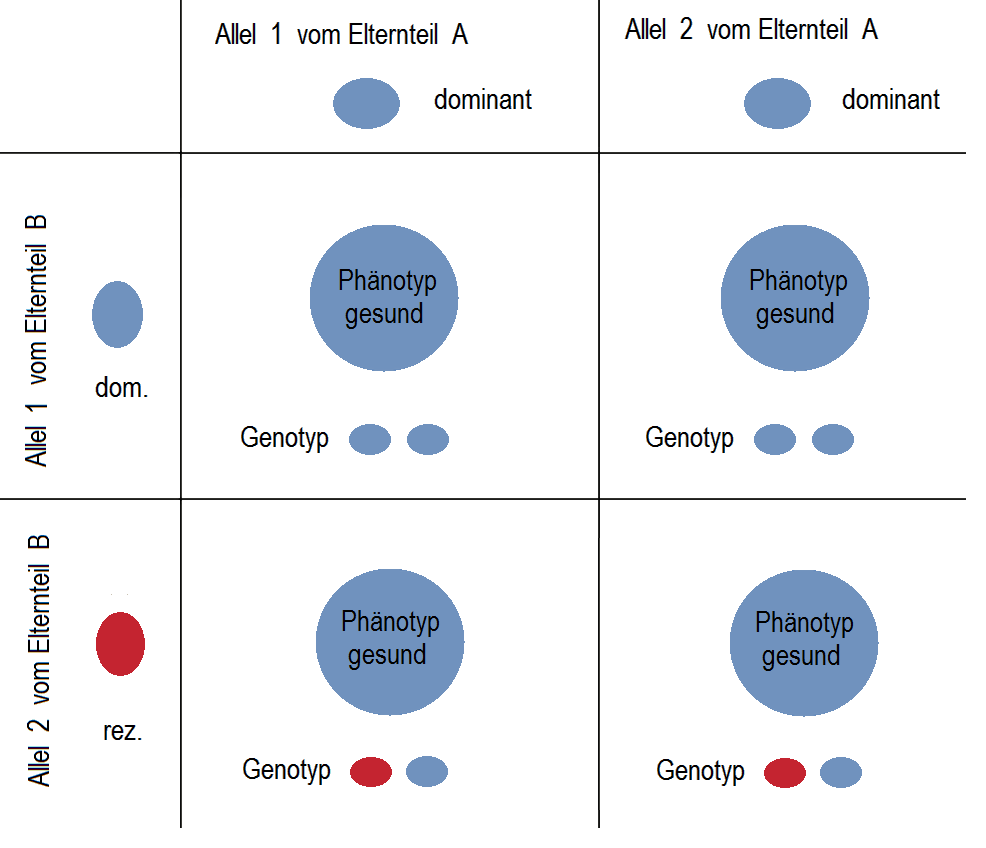
Anlageträger – phänotypisch gesund – vererben die Erbananlage bei Verpaarung mit einem reinerbig gesunden Paarungspartner an 50 % ihrer Nachkommen.

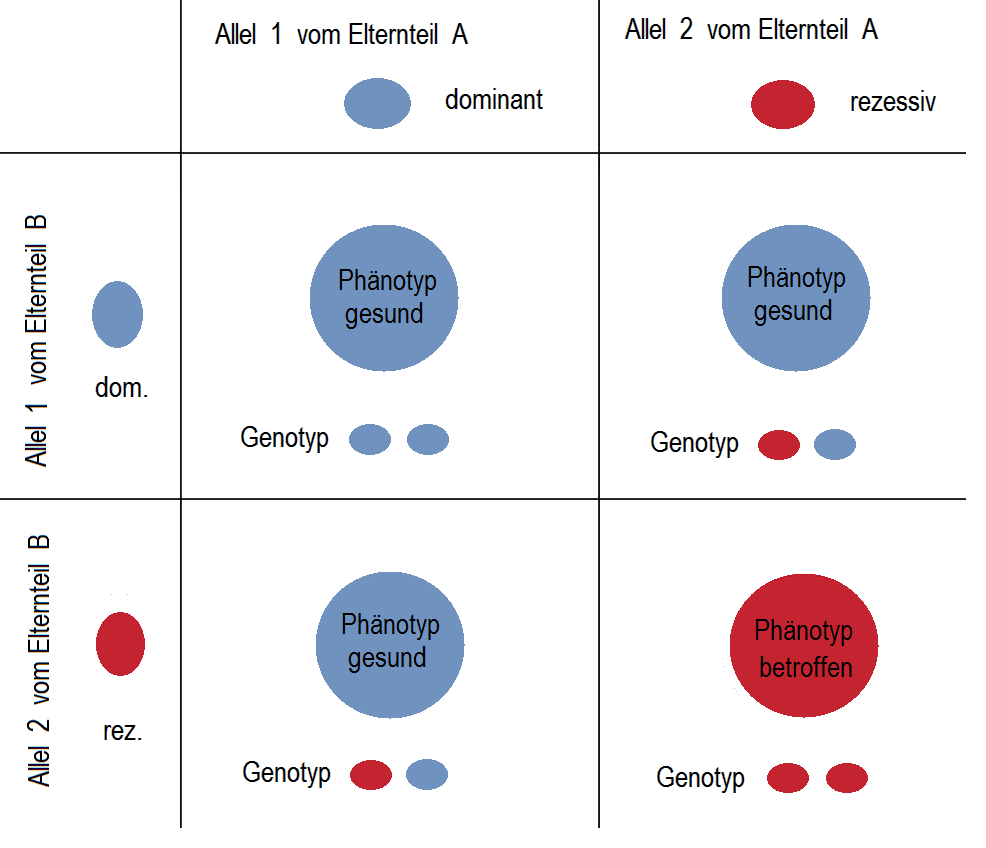
Bei einem Merkmalsträger sind beide Elterntiere aber auch durchschnittlich zwei Drittel der Wurfgeschwister Anlageträger.

In der Dokumentation Pedigree Dogs Exposed wurde bemängelt, dass den Rassehunde-Züchtervereinen vom kynologischen Dachverband The Kennel Club Spielräume für die Gestaltung ihrer Zuchtordnungen zugestanden werden, die Toleranzen für das Weitervererben von erheblichen genetisch bedingten Mängeln ermöglichen.
Die Fédération Cynologique Internationale sowie die Zuchtordnung des VDH gestatten die Verwendung von Anlageträgern zur Zucht, wenn sie mit Hunden verpaart werden, welche dieselbe Erbanlage nicht besitzen. Die Verwendung eines Anlageträgers ist je nach Sachlage unterschiedlich zu bewerten und kann in manchen Fällen züchterisch sinnvoll sein.
VDH-Zuchtordnung § 5 Absatz 3: „Die Zuchtzulassung eines  Hundes ist insbesondere zu widerrufen, wenn bei den Nachkommen eine für diese Rasse besondere Häufung erblicher Defekte nachgewiesen wurde“. Diese Formulierung bedeutet indirekt, dass eine durchschnittliche Häufung toleriert werden könne. Dies steht der nachhaltigen Bekämpfung von Erbkrankheiten entgegen, denn wenn im Phänotyp eine rezessive Erbkrankheit erkennbar wird, ist davon auszugehen, dass beide Elterntiere Konduktoren sind und dass sich außerdem noch Konduktoren im selben Wurf befinden. Wenn ein Deckrüde seine Zuchtzulassung behält und weitere Hündinnen belegt, kommt es zur Ausbreitung der Erbanlage im Genpool der Rasse, ebenso wenn die phänotypisch gesunden Konduktoren unter seinen Nachkommen die Zuchttauglichkeitsprüfung bestehen.
FCI und VDH verhängen bislang kein generelles Zuchtverbot für Tiere, in deren Nachkommenschaft krankheitsauslösende Gendefekte erkennbar werden. Somit ist es Vereinen und Züchtern überlassen, freiwillig Untersuchungen zu veranlassen und zugunsten der Zukunft der Rasse finanzielle Interessen zurückzustellen.